# سیارک ۴۹۰۵
سیارک ۴۹۰۵ (به انگلیسی: 4905 Hiromi، نامگذاری:1991JM1) چهار هزار و نهصد و پنجمین سیارک کشف شده‌است که در ۱۵ مه ۱۹۹۱ کشف شد.
قدر مطلق سیارک برابر ۱۲٫۱۰ است.